# Puente de Malagonlong

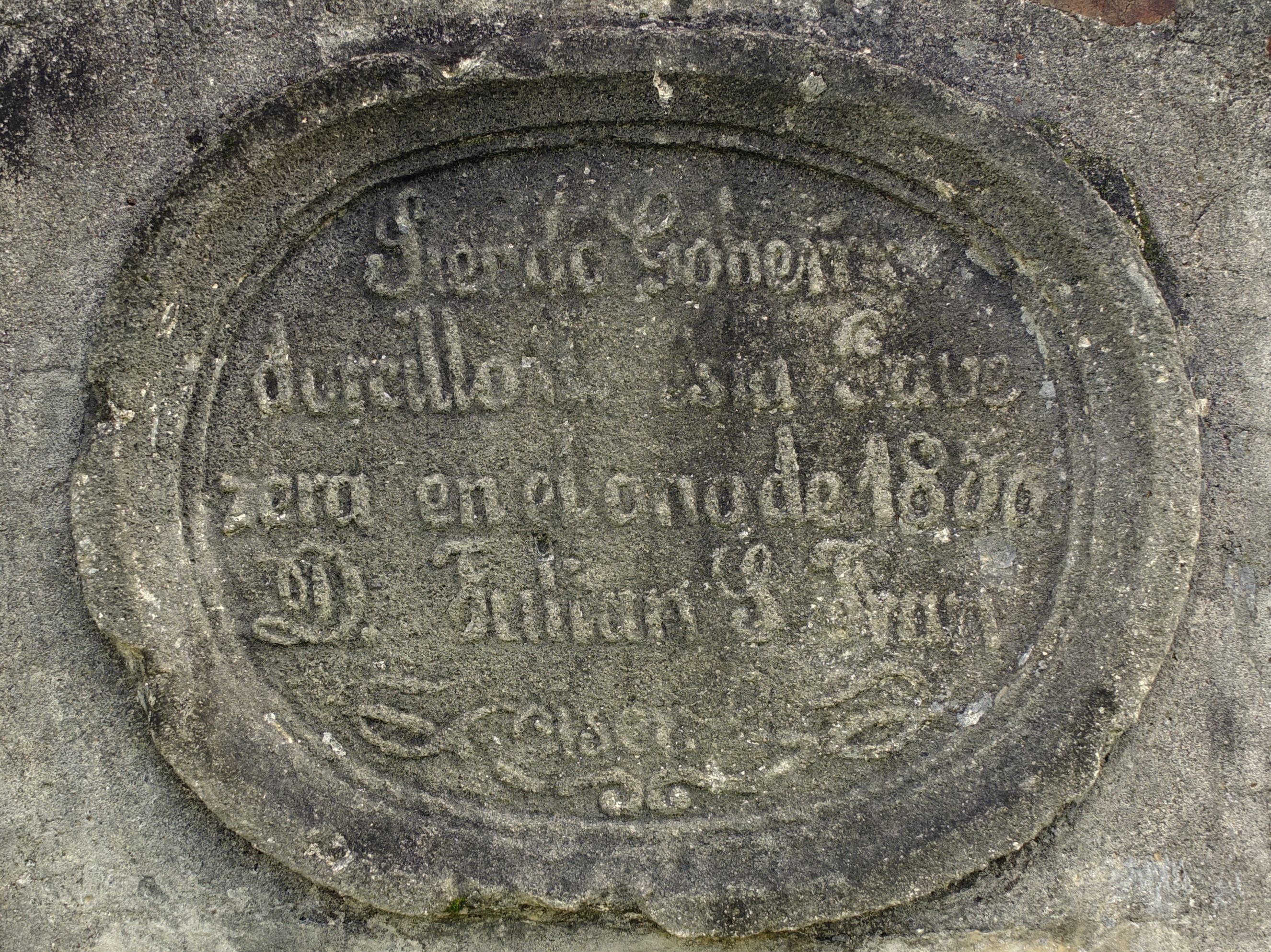
Uno de varios marcadores históricos grabados en relieve en el puente.

El Puente de Malagonlong (en filipino: Tulay ng Malagonlong) es un puente en arco de piedra situado en el municipio de Tayabas (Quezon), Filipinas. El puente, que cruza el río Dumacaa, es el más largo de la época del dominio español de las islas, y uno de los más antiguos conservados de este período.
Es considerado uno de los puentes de patrimonio nacional más importantes de las islas, ya que su estructura ha sobrevivido hasta la actualidad prácticamente intacta. Fue declarado monumento de interés nacional por la Comisión Histórica Nacional de Filipinas el 12 de agosto de 2011, en la categoría Puentes Históricos de Tayabas (una categoría creada después de que en 2010, el gobierno provincial declarara los once puentes históricos de Tayabas como estructuras de consideración especial). También estuvo incluido en la Lista Tentativa de Patrimonio de la Humanidad de la Unesco.

## Descripción
El puente de piedra, de una longitud total de 135,6 m, es una típica construcción fluvial española en forma de arcada, realizada en cinco tramos (uno por arco), de distintos anchos y alturas (que son iguales entre sí), construidos en orden descendiente: el primer arco, de 11 m (tanto de altura como de ancho); los segundo y tercer arcos, de 10,1 m; el cuarto arco, de 9,1 m; y el quinto arco de 5,5 m.
La calzada mide unos 6 metros, e incluye seis apartaderos rematando los pilares a ambos lados, que se usaban como «balcones» para que los peatones pudieran dejar pasar los carros y caballos. Más tarde serviría también para el paso de coches motorizados, hasta la construcción de un puente más moderno y fuerte en paralelo a él (véase la segunda imagen a continuación).

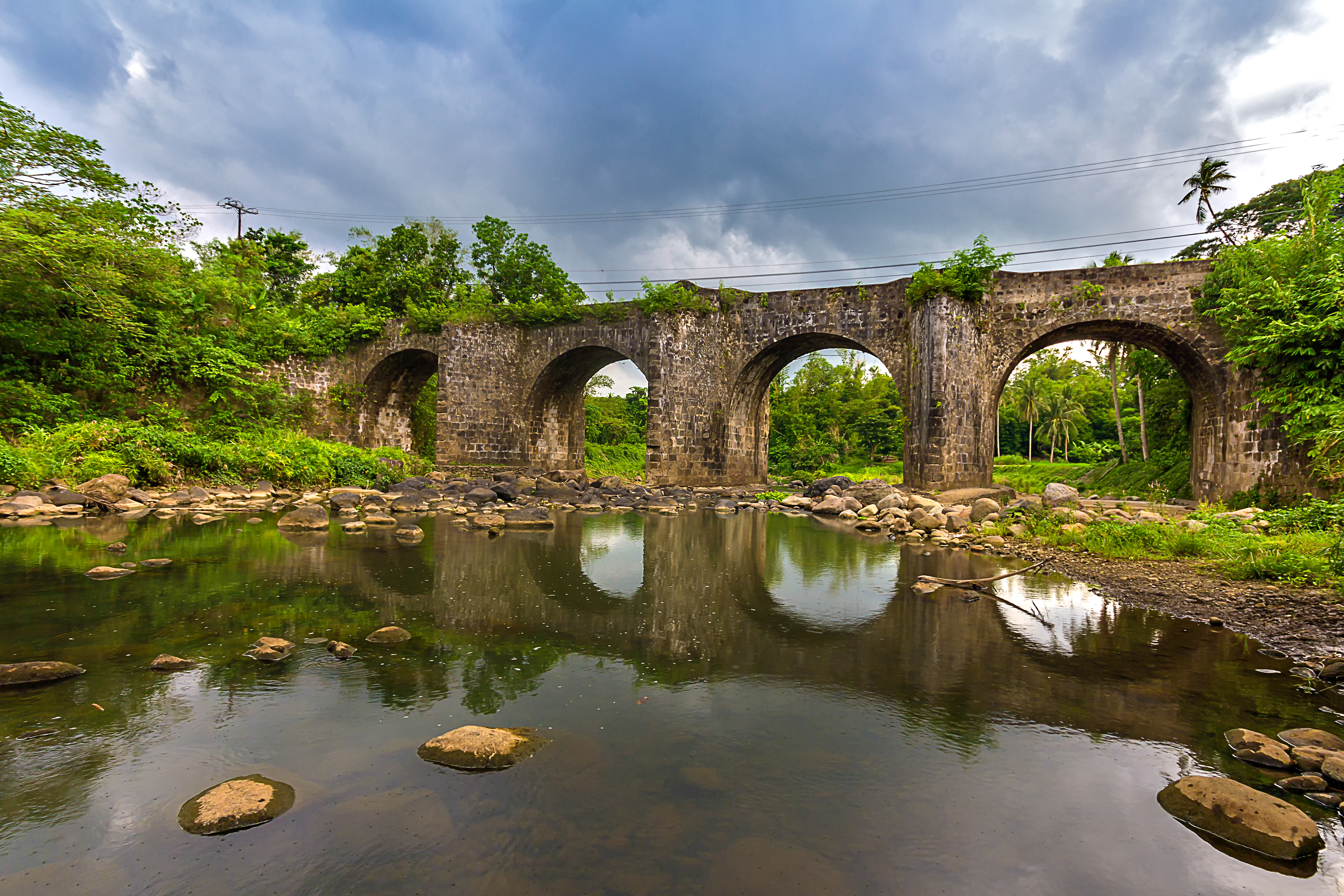
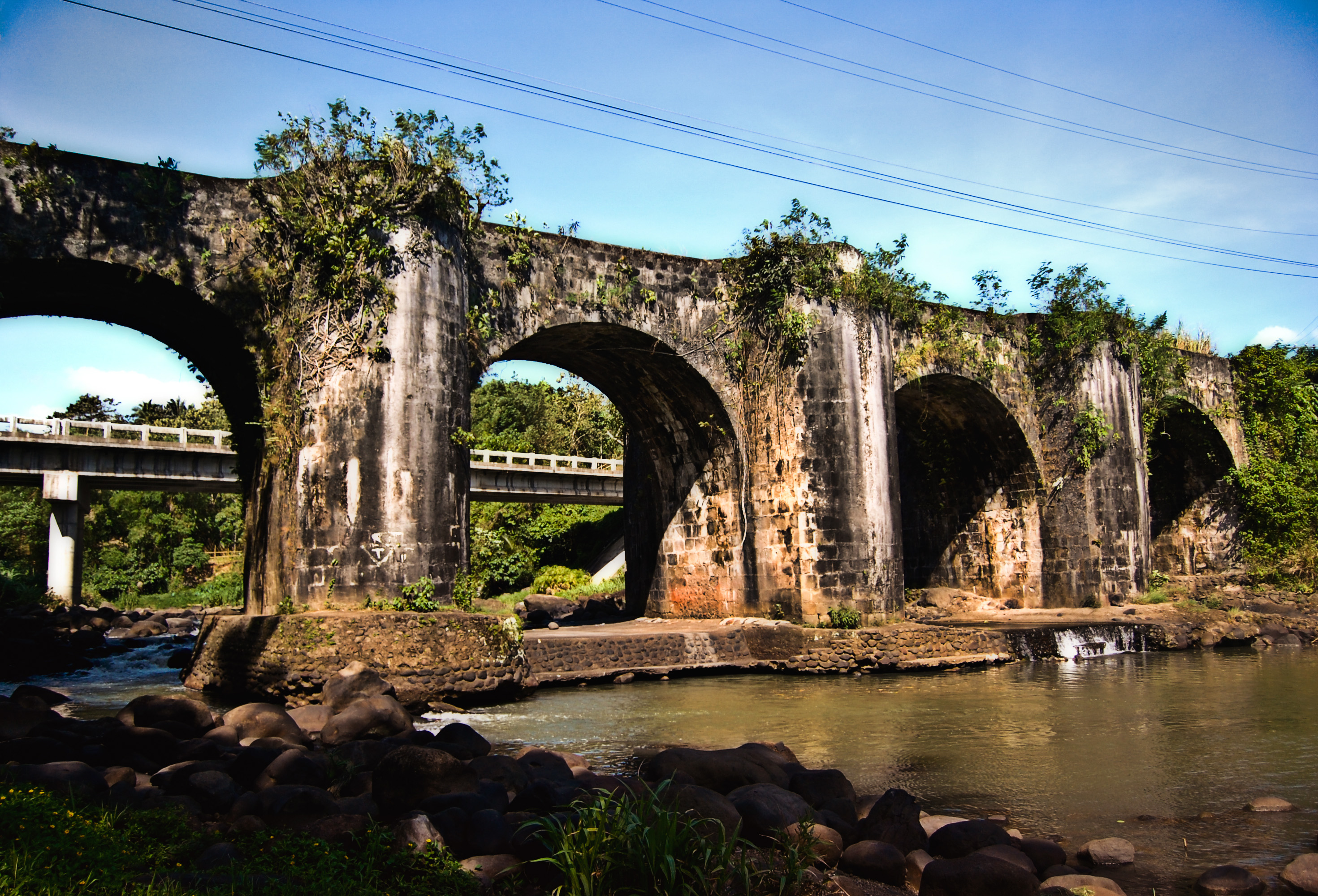
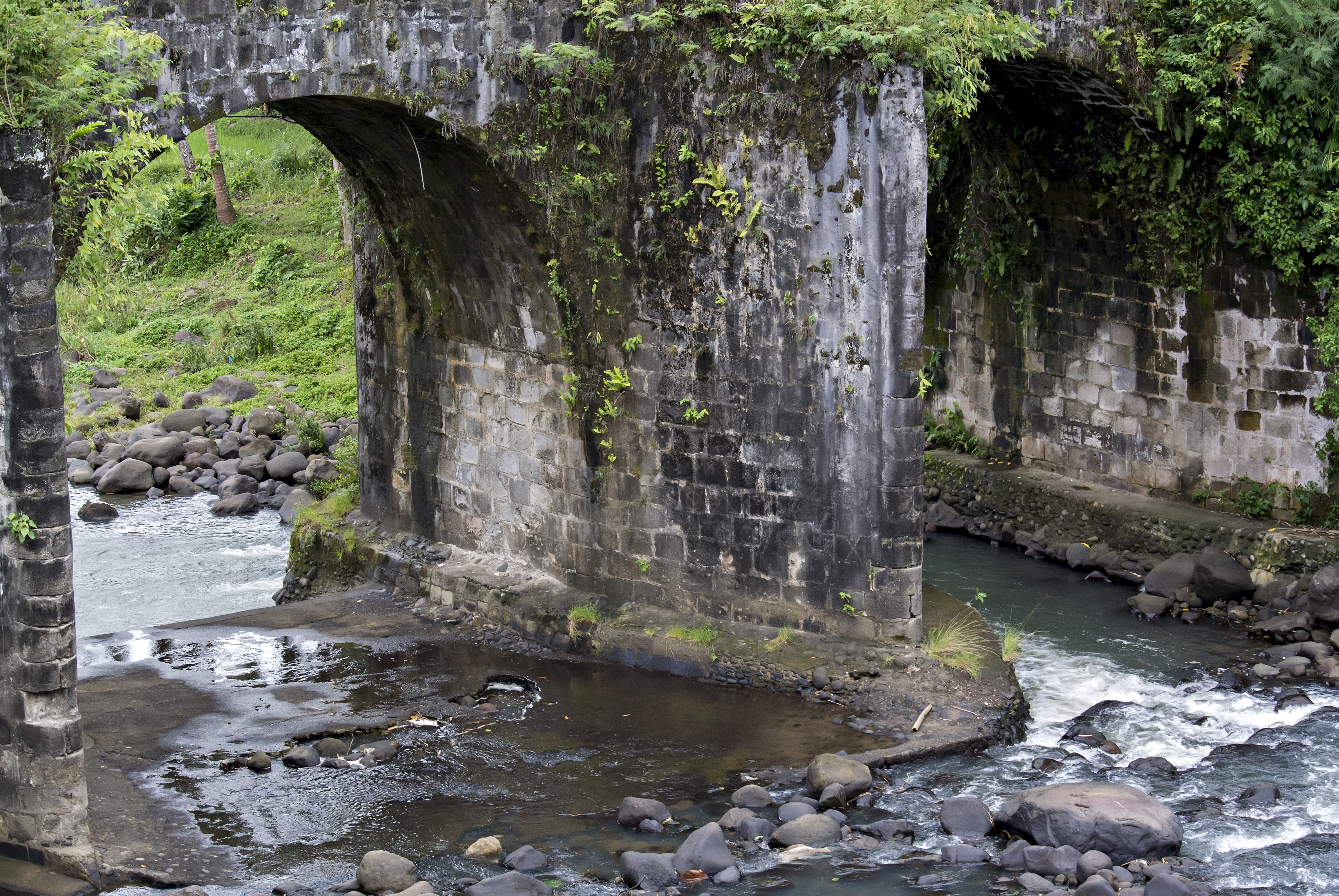

El puente contiene numerosos marcadores y símbolos históricos de interés, grabados en muchos de los miles de bloques de adobe que conforman su mampostería.

## Historia
El puente fue construido entre 1840 (o 1841, según algunas fuentes) y 1850 bajo la dirección de fray Antonio Mateos, sacerdote franciscano de origen extremeño, que se desempeñaba como ministro del Pueblo de Tayabas. En un relato del viajero español Juan Álvarez Guerra (no confundir con su contemporáneo político español homónimo), el puente fue construido en 1841 bajo el mandato del gobernadorcillo (palabra filipina para designar al gobernador regional nombrado por las autoridades españolas) Joaquín Ortega. Si bien, una inscripción en el mismo puente indica que fue inaugurado en 1850 bajo el mandato del gobernadorcillo Julián S. Francisco (quien es posible que fuera el sucesor de Ortega en el cargo).
Se estima que se usaron unos 100 000 bloques de adobe para la construcción del puente. Según la narrativa, fue construido por los habitantes de Tayabas en condiciones de trabajo forzado; este relato se basa en un informe que cita: «los bloques fueron pacientemente colocados por los tayabasinos forzosamente». Si bien, hay historiadores que rechazan esta narrativa, achacándola a la influencia de los movimientos antiespañoles locales de la época; mientras que sigue estando defendida por la Comisión Histórica Nacional filipina, en cuya posesión se encuentra el informe.
El puente conectaba los barangayes de Mateuna y Lakawan con el este de Tayabas, y los municipios (entonces aldeas) de Mauban y Pagbilao.